# توم وايت (لاعب كرة قدم)
توم وايت (بالإنجليزية: Tom White)‏ (12 أغسطس 1939 في المملكة المتحدة - 18 ديسمبر 2019) هو مدير ولاعب كرة قدم بريطاني في مركز الهجوم. لعب مع ريث روفرز وكريستال بالاس ونادي أبردين ونادي بلاكبول ونادي بوري ونادي سانت ميرين ونادي كرو ألكساندرا وهارت أوف ميدلوثيان وبونيروغ روز أثلاتيك ‏.

## وصلات خارجية
- توم وايت على موقع قاعدة بيانات كرة القدم.إي يو (الإنجليزية)